# Dream Your Life Away
Dream Your Life Away es el primer álbum de estudio del cantante y compositor australiano Vance Joy. El álbum fue lanzado el 5 de septiembre de 2014 en Australia bajo el sello Liberation Music. Más tarde, fue lanzado el 9 de septiembre de 2014 en los Estados Unidos bajo el sello de Atlantic Records y a nivel mundial bajo el sello de Warner Music. El álbum disfrutó del éxito comercial en Australia, llegando a la posición número 1 en lista musical ARIA. Cinco sencillos fueron lanzados del álbum, «From Afar», «Riptide», «Mess Is Mine», «First Time» y «Georgia»
El 4 de septiembre de 2015, se lanzó una «edición de lujo» del álbum, que consta de dos canciones nuevas y cinco canciones en vivo. Poco después, «Fire and the Flood» y «Straight into Your Arms» también fueron lanzados como sencillos del álbum.
Hasta enero del 2018, el álbum vendió más de 2.000.000 millones de copias alrededor de todo el mundo.

## Antecedentes
Durante una presentación en Boston, Vance Joy explicó que la canción «My Kind of Man» incluía consejos que su tío le había dado una vez cuando era joven. Pero luego supo por su padre que el consejo citado era en realidad de una canción de Lynyrd Skynyrd. Joy notó que aunque la letra cambió, el mensaje seguía siendo el mismo: «encuentra algo que ames y lo comprenderás».

## Recepción

### Comentarios de la crítica
Timothy Monger de AllMusic señaló que el álbum está «construido alrededor de la canción central «Riptide», ofreciendo hasta una docena de canciones adicionales en ese mismo molde de folk romántico, introspectivo y acústico». Sintió que el álbum «se focaliza en las súplicas amables cuidadosamente selecionadas y en frases románticas poco inspiradoras» y comentó que «aparenta estar en un intermedio para poder distinguirlo realmente del numeroso grupo de jóvenes que siguen un misma línea similar del género musical». Jack Scourfield de la revista Clash elogió el álbum señalando su «honestidad sincera» que puede «difundir la nostalgia juvenil con fluidez por medio de cualquier brecha generacional». También rescató que el álbum «tiende a arrastrarse durante algunas de sus canciones menos definidas y más lentas». Jaymz Clements de Rolling Stone Australia elogió el trabajo que Joy realizó en su álubm Dream Your Life Away, afirmando que efectivamente «muestra que hay más en Vance Joy que en el sencillo «Riptide», señalando que el álbum es seguro de sí mismo, un clásico australiano con un atractivo y eso demuestra que es universal».

### Desempeño comercial
El 13 de septiembre de 2014, el álbum debutó en la lista musical ARIA en la posición número uno. Es el undécimo álbum de un artista australiano en alcanzar el número uno en 2014 y la primera vez que la discográfica de Liberation ha logrado posicionar uno tras otro después de que el álbum 30:30 Hindsight de Jimmy Barnes alcanzara el número uno la semana anterior. En los Estados Unidos, el álbum alcanzó el puesto número 17 en la lista Billboard 200. Y el número dos en la lista Top Alternative Albums. El álbum finalmente recibió la certificación de Platino por la Asociación de Industria Discográfica de Estados Unidos (RIAA) por la venta de más de un millón copias del álbum.

## Promoción

### Sencillos
El 21 de enero de 2013, Joy estrenó el primer sencillo del álbum, «From Afar». Luego «Riptide» fue lanzado como el segundo sencillo de Dream Your Life Away el 21 de mayo de 2013, la canción alcanzó el puesto número 6 en la lista musical ARIA y el número 10 en la lista UK Singles Chart del Reino Unido, la canción también logró ingresar en las listas musicales de otros países como Austria, Bélgica, Canadá, Alemania, Irlanda, Suecia, Suiza y Estados Unidos. Más tarde, «Mess Is Mine» fue lanzado como el tercer sencillo del álbum el 9 de julio de 2014, la canción alcanzó el puesto número 33 la lista ARIA. Poco después, «First Time» fue lanzado como el cuarto sencillo del álbum el 4 de agosto de 2014, llegando a las lista musicales de Bélgica. En febrero de 2015, se anunció que «Georgia» sería lanzado como el quinto sencillo del álbum, alcanzando el puesto número 11 en la lista ARIA. El sello discográfico del artista lanzó a «Fire and the Flood» y «Straight into Your Arms» como sencillos de la edición de lujo de Dream Your Life Away.

## Lista de canciones
- Edición estándar

| Dream Your Life Away |                                     |              |                                   |          |  |
| N.º                  | Título                              | Escritor(es) | Productor(es)                     | Duración |  |
| 1.                   | «Winds of Change»                   | James Keogh  | Ryan Hadlock                      | 2:15     |  |
| 2.                   | «Mess Is Mine»                      | Keogh        | Hadlock                           | 3:43     |  |
| 3.                   | «Wasted Time»                       | Keogh        | Hadlock                           | 5:00     |  |
| 4.                   | «Riptide»                           | Keogh        | Keogh · Edwin White · John Castle | 3:21     |  |
| 5.                   | «Who Am I»                          | Keogh        | Hadlock                           | 2:39     |  |
| 6.                   | «From Afar»                         | Keogh        | Keogh · White · Castle            | 4:23     |  |
| 7.                   | «We All Die Trying to Get It Right» | Keogh        | Hadlock                           | 4:07     |  |
| 8.                   | «Georgia»                           | Keogh        | Hadlock                           | 3:50     |  |
| 9.                   | «Red Eye»                           | Keogh        | Hadlock                           | 5:03     |  |
| 10.                  | «First Time»                        | Keogh        | Hadlock                           | 3:44     |  |
| 11.                  | «All I Ever Wanted»                 | Keogh        | Hadlock                           | 3:36     |  |
| 12.                  | «Best That I Can»                   | Keogh        | Keogh · White                     | 3:30     |  |
| 13.                  | «My Kind of Man»                    | Keogh        | Hadlock                           | 3:49     |  |
| 46:60                |                                     |              |                                   |          |  |

- Edición de lujo

| Dream Your Life Away — Edición de lujo |                                             |                      |                        |          |  |
| N.º                                    | Título                                      | Escritor(es)         | Productor(es)          | Duración |  |
| 14.                                    | «Fire and the Flood»                        | Keogh · Benny Blanco | Hadlock                | 4:09     |  |
| 15.                                    | «Straight into Your Arms»                   | Keogh                | Hadlock                | 3:37     |  |
| 16.                                    | «Wasted Time» (en vivo desde Filadelfia)    | Keogh                | Hadlock                | 5:07     |  |
| 17.                                    | «Mess is Mine» (en vivo desde Filadelfia)   | Keogh                | Hadlock                | 3:37     |  |
| 18.                                    | «Georgia» (en vivo desde Melbourne)         | Keogh                | Hadlock                | 4:09     |  |
| 19.                                    | «Best That I Can» (en vivo desde Melbourne) | Keogh                |                        | 5:11     |  |
| 20.                                    | «Riptide» (en vivo desde Dublín)            | Keogh                | Keogh · White · Castle | 3:39     |  |
| 75:09                                  |                                             |                      |                        |          |  |

## Posicionamiento en listas
| País           | Lista                            | Mejor posición |      |
| 2014           | 2014                             | 2014           | 2014 |
| -------------- | -------------------------------- | -------------- | ---- |
| Australia      | ARIA                             | 1              |      |
| Bélgica        | Ultratop Flanders                | 94             |      |
| Bélgica        | Ultratop Wallonia                | 166            |      |
| Canadá         | Billboard                        | 2              |      |
| Escocia        | Scottish Albums Chart            | 22             |      |
| Estados Unidos | Billboard 200                    | 17             |      |
| Estados Unidos | Billboard Folk Albums            | 2              |      |
| Estados Unidos | Billboard Top Alternative Albums | 2              |      |
| Estados Unidos | Billboard Top Rock Albums        | 5              |      |
| Irlanda        | IRMA                             | 26             |      |
| Noruega        | Norwegian Albums Chart           | 23             |      |
| Nueva Zelanda  | RMNZ                             | 40             |      |
| Países Bajos   | Dutch Album Top 100              | 130            |      |
| Reino Unido    | Official Charts Company          | 20             |      |
| Suecia         | Sweden Albums Charts             | 13             |      |
| Suiza          | Schweizer Hitparade              | 23             |      |

| País           | Lista                            | Mejor posición |      |
| 2014           | 2014                             | 2014           | 2014 |
| -------------- | -------------------------------- | -------------- | ---- |
| Australia      | ARIA                             | 44             |      |
| Estados Unidos | Billboard Folk Albums            | 15             |      |
| Estados Unidos | Billboard Top Alternative Albums | 45             |      |
| Estados Unidos | Billboard Top Rock Albums        | 74             |      |
| 2015           |                                  |                |      |
| Australia      | ARIA                             | 16             |      |
| Estados Unidos | Billboard 200                    | 66             |      |
| Estados Unidos | Billboard Top Rock Albums        | 17             |      |
| Suecia         | Sweden Albums Charts             | 86             |      |
| 2016           |                                  |                |      |
| Australia      | ARIA                             | 70             |      |
| 2017           |                                  |                |      |
| Australia      | ARIA                             | 64             |      |
| 2018           |                                  |                |      |
| Australia      | ARIA                             | 56             |      |
| 2019           |                                  |                |      |
| Australia      | ARIA                             | 73             |      |
| 2020           |                                  |                |      |
| Australia      | Artsit Album (ARIA)              | 13             |      |

## Certificaciones
| País           | Organismo certificador | Certificación | Ventas certificadas | Simbolización | Ref.   |
| -------------- | ---------------------- | ------------- | ------------------- | ------------- | ------ |
| Australia      | ARIA                   | Platino       | 70 000              | ▲             | [ 38 ] |
| Canadá         | Music Canada           | Platino       | 80 000              | ▲             | [ 39 ] |
| Dinamarca      | IFPI Dinamarca         | Oro           | 10 000              | ●             | [ 40 ] |
| Estados Unidos | RIAA                   | Platino       | 1 000 000           | ▲             | [ 41 ] |
| Reino Unido    | BPI                    | Plata         | 60 000              | ♦             | [ 42 ] |

## Historial de lanzamientos
| Región        | Fecha                    | Formato                                 | Discográfica      | Ref.          |
| ------------- | ------------------------ | --------------------------------------- | ----------------- | ------------- |
| Australia     | 5 de septiembre de 2014  | CD y descarga digital                   | Liberation        | [ 43 ]        |
| Nueva Zelanda | 5 de septiembre de 2014  | CD y descarga digital                   | Liberation        | [ 44 ]        |
|               | 9 de septiembre de 2014  | CD y descarga digital                   | Atlantic · Warner | [ 45 ] [ 46 ] |
| Australia     | 24 de septiembre de 2014 | LP                                      | Liberation        | [ 47 ]        |
| Australia     | 4 de septiembre de 2015  | CD y descarga digital (Edición de lujo) | Liberation        | [ 48 ]        |
| Australia     | 14 de septiembre de 2018 | Edición limitada del LP                 | Liberation        | [ 49 ]        |

## Créditos y personal
- Jono Colliver: bajo, respaldo vocal.
- Ryan Hadlock: guitarra acústica, guitarra eléctrica, teclado, percusión, sintetizador.
- Lauren Jacobson: viola, violín.
- James Keogh: compositor, guitarra acústica, guitarra eléctrica, piano, bajo sintetizador, ukelele, artista principal, voz, respaldo vocal.
- Kimo Muraki: saxofón, respaldo vocal.
- Jerry Streeter: respaldo vocal.
- Adam Trachsel - bajo, contrabajo
- Edwin White: arreglos de metal, violonchelo, batería, guitarra eléctrica, teclado, percusión, arreglos de cuerda, sintetizador, programación de sintetizadores, respaldo vocal.